# محمدرضا احمدیان
محمدرضا احمدیان (زادهٔ ۱۳۳۸) موسیقی‌دان، نوازنده، آهنگساز و تهیه‌کنندهٔ موسیقی اهل ایران است.

## زندگی‌نامه
محمدرضا احمدیان، در سال ۱۳۳۸ در تهران متولد شد. وی دارای اصالتی جوشقانی است. او از سال ۱۳۵۰ به هنرستان موسیقی راه یافت و به نواختن ساز ویلن پرداخت. پس از آن وارد هنرستان عالی موسیقی شد و نواختن سازهای ویولا و فاگوت را فرا گرفت. درسال ۱۳۵۶، همکاری خود را به عنوان نوازنده با ارکستر سمفونیک تهران آغاز نمود و حدود ۱۲ سال در ارکستر سمفونیک حضور داشت و مدیریت این ارکستر را نیز بر عهده گرفت. وی از سال ۱۳۵۹ همکاری خود را با صدا و سیما آغاز کرد.

## فعالیت‌های هنری
از جمله فعالیت‌های هنری محمدرضا احمدیان، به موارد زیر می‌توان اشاره نمود:
مدیریت گروه کر و ارکستر سمفونیک تهران، معاونت مدیرکل مرکز موسیقی وزارت فرهنگ، ممتحن امتحانات عملی ارتقاء گروه هنرمندان عضو ارکستر سمفونیک تهران و گروه کر، تشکیل و سرپرستی کویینتت سازهای بادی چوبی ارکستر سمفونیک تهران، مدیریت گروه موسیقی دانشگاه صداوسیما، مدیر تولید مرکز موسیقی صدا و سیما، مدیر ارکسترهای صدا و سیما، مدیر ارکسترهای مرکز حفظ و اشاعهٔ موسیقی، مؤسس شرکت ترانهٔ شرقی (تهیه‌کنندگی آثار موسیقی از جمله گروه آریان)

## آثار هنری
از جمله آثار محمدرضا احمدیان، به موارد زیر می‌توان اشاره نمود:
آلبوم موسیقی
- «هوای گریه» با خوانندگی فریدون فروغی[۲]
- «حجم سبز» با شعرهای سهراب سپهری و دکلمهٔ خسرو شکیبایی[۲]
- «مسافر» با شعرهای سهراب سپهری و دکلمهٔ خسرو شکیبایی[۳]
- «سخاوت» با دکلمهٔ خسرو شکیبایی و خوانندگی مهرداد کاظمی[۴]
- «مسافر سهراب» با شعرهای سهراب سپهری، خوانندگی بهمن سلحشور و دکلمهٔ فاطمه معتمدآریا[۵]
- «گربه سیاه مکار» (آلبوم موسیقی کودک)[۲]
- «صیاد چگونه صید می‌شود» (آلبوم موسیقی کودک)[۲]
- «زی زی گولو می‌خواند» (آلبوم موسیقی کودک)[۲]

موسیقی فیلم و سریال
- سریال تلویزیونی «مزد ترس» به کارگردانی حمید تمجیدی[۶]
- سریال تلویزیونی «نوعی دیگر» به کارگردانی بهروز بقایی[۲]
- سریال تلویزیونی «دردسر» به کارگردانی مجید ماهیچی[۷]
- فیلم سینمایی «چهارشنبهٔ عزیز» به کارگردانی حمید تمجیدی[۲]
- فیلم سینمایی «قافله عمر»[۸]

آثار باکلام
- «آی نسیم سحری» با ترانه‌ای از سهیل محمودی و خوانندگی حسن همایونفال[۹]
- «بهار» (یک آسمان پرندهٔ عاشق) با ترانه‌ای از سهیل محمودی و خوانندگی حسن همایونفال[۱۰]
- «ریشه در خاک» با شعری از حافظ و خوانندگی مهرداد کاظمی[۱۱]
- «لوای مدرس» با ترانه‌ای از محمدعلی محروم و خوانندگی مهرداد کاظمی[۱۲]
- «باران» با ترانه‌ای از سهیل محمودی و خوانندگی حمید غلامعلی[۱۳]
- «غزل عشق» با شعری از خواجوی کرمانی و خوانندگی اسفندیار قره‌باغی[۱۴]
- «انتظار» با ترانه‌ای از یوسفعلی میرشکاک و خوانندگی اسفندیار قره‌باغی[۱۵]
- «نوای چاووش» با شعری از حمید سبزواری و خوانندگی اسفندیار قره‌باغی، مهرداد کاظمی و گروه کُر[۱۶]
- «اشک باران‌ها» با ترانه‌ای از یوسفعلی میرشکاک و خوانندگی عبدالحسین مختاباد[۱۷]
- «سیزده آبان» با شعری از حبیب‌الله چایچیان و اجرای گروه کُر[۱۸]

آثار بی‌کلام
- سمفونی «ایران»[۱۹]
- «شیرین ذقن» (در مایهٔ شوشتری)[۲۰]
- «محراب ۱ و ۲» (۲ قطعه برای گیتار)[۲۱]
- «کابوکی» (بر اساس ملودی کُردی)[۲۲]
- «بهار در بهار»[۲۳]
- «پرواز»[۲۴]

آثار مکتوب
- کتاب «هنر و هنرمند»[۲]
- کتاب «خاکستان»[۲]